# Chi Cá đuôi cờ
Chi Cá đuôi cờ (danh pháp khoa học là Macropodus) là một chi của họ Cá tai tượng có nguồn gốc từ Đông Nam Á.

## Đặc điểm chung
Các loài trong chi cá đuôi cờ nhìn chung có kích thước tương đồng nhau - khoảng 10 cm khi trưởng thành. Cá có thân mình thuôn dài, vây hậu môn và vây đuôi dài, hầu hết chẻ hai thùy (ngoại trừ cá cờ đuôi quạt có vây đuôi hình tròn). Chúng sinh sống ở các vùng nước ngọt tĩnh như ao hồ và ruộng lúa ở Việt Nam, Lào, Campuchia, Malaysia, Trung Quốc, Hồng Kông, Đài Loan, Nhật Bản, Hàn Quốc. Vùng phân bố rộng từ vùng nhiệt đới Đông Nam Á đến vùng ôn đới Đông Á.
Đây là những loài cá có mê lộ - chúng có một cơ quan hô hấp phụ đặc biệt trong mang có thể lấy oxy trực tiếp từ không khí. Cơ quan này giúp cá có thể sống được trong các môi trường đầm lầy tù đọng, nghèo oxy của Đông Nam Á, tuy nhiên chúng sẽ "chết đuối" nếu không thể tiếp cận với mặt nước.
Các loài trong chi này là những loài hiếu chiến và có tính lãnh thổ cao, do vậy chúng cũng thường được người dân ở các vùng bản địa sử dụng để tiêu khiển giống như cá betta. Chúng đều có hành vi làm tổ bọt để sinh sản. Cá đực sẽ tạo một đám bọt khí từ chất nhờn trong miệng bám vào thực vật thủy sinh, đây sẽ là nơi cung cấp oxy và chỗ bám cho trứng và cá con trong thời gian đầu.

## Các loài
Tính đến năm 2014, có 9 loài được ghi nhận trong chi này:
- Macropodus baviensis H. D. Nguyễn & V. H. Nguyễn, 2005
- Macropodus erythropterus Freyhof & Herder, 2002: Cá cờ đỏ
- Macropodus hongkongensis Freyhof & Herder, 2002
- Macropodus lineatus V. H. Nguyễn, S. V. Ngô & H. D. Nguyễn, 2005
- Macropodus ocellatus Cantor, 1842: Cá cờ đuôi quạt
- Macropodus oligolepis V. H. Nguyễn, S. V. Ngô & H. D. Nguyễn, 2005
- Macropodus opercularis (Linnaeus, 1758): Cá cờ sọc
- Macropodus phongnhaensis S. V. Ngô, V. H. Nguyễn & H. D. Nguyễn, 2005
- Macropodus spechti Schreitmüller, 1936: Cá cờ đen